# Vangede
Vangede er en bydel i Storkøbenhavn, beliggende i den nordvestlige del af Gentofte Kommune. Hele kommunen har 75.033 indbyggere  (2024). Bydelen er i dag mest kendt for Dan Turèlls bog Vangede Billeder.

## Historie
De tidligste skrevne kilder om landsbyen fra 1300-tallet kalder den for Wongwethe eller Wongwith. Bynavnet antyder, at det er fremkommet mellem år 700 og år 900. Wong-forstavelsen, en vang, er et indhegnet jordstykke, og -with betyder et skovdækket område.
I modsætning til Gentofte, som ligger på den anden side af Gentofte Sø og Lyngbyvejen, er Vangede ikke opstået med en storgård som drivende kraft. Der er snarere tale om en by, som er vokset frem, fordi uafhængige bønder valgte at lægge deres gårde i nærheden af hinanden. På trods af det har både kongen og kirken ejet betydelige dele af Vangedes ejendomme gennem tiden. I 1635 omfattede krongodset i Vangede 7 gårde. Udsæden var fordelt således: 29% rug, 39% byg og 32% havre. I 1688 bestod byen af 14 gårde og 6 huse uden jord. Det samlede dyrkede areal udgjorde 602,4 tønder land skyldsat til 140,33 tønder hartkorn. Dyrkningsformen var trevangsbrug. Af landsbyens gårde ejede kongen de 8, og Vartov-hospitalet ejede 5. Desuden ejede universitetet en enkelt.
I begyndelsen af 1710 blev Vangede kilde i den nuværende Brobæk mose (tidligere Svinemosen) ved Gentofte Sø opdaget af en graver ved Trinitatis Kirke. Ifølge graveren fik han sit syn tilbage, da han Sankt Hans indtog vandet. Der blev opsat en stenblok på stedet, der hurtigt blev et udflugtsmål. Man anså kildens vand for at have helbredende kræfter, hvilket førte til at mange valfartede til kilden, særlig omkring Sankt Hans. De tilrejsende gav grundlag for kro-drift i området, hvorfor en sådan blev etableret ved kongelig bevilling i 1750. Senere blev Kirsten Piils kilde opdaget, hvilket betød at antallet af besøgende til Vangede kilde svandt ind, og grev Bernstorff besluttede i 1785 at lukke kroen. Greven affærdigede de lokale protester med ordene ”Åh, ingen besøger Vangede for Vangedes skyld – og hvem rejser gennem Vangede?”
I 1740 etableredes Vangede skole, der i 1786 fik lokaler på det, der i dag er Vangede Bygade. Skolen blev i 1925 overflyttet til Tjørnegårdsskolen.
Jorden kom ind under Bernstorff Slot i 1764 sammen med Gentoftes og Ordrups jorder, og kort efter begyndte landboreformerne med udflytning af gårde i Gentofte, Vangede og Ordrup i 1765-66 og afskaffelse af hoveriet. Mange så det som en usikker tid, hvor man blandt andet omfordelte jorden ved lodtrækning; og netop i Vangede var man så urolige, at man skrev en samlet appel til kongen om stoppe udskiftningerne. Det fik dog ingen indflydelse på historiens gang.
Som led i etableringen af Københavns Befæstning blev i 1887-88 opført Vangede batteri, der skulle dække forsvaret mellem Garderhøj Fort og Lyngby Fort. Stillingen blev nedlagt ved nedlæggelsen af Københavns landbefæstning i 1920.
Institutionen Børnehospitalet i Vangede der senere skiftede navn til Vangedehuse blev opført i 1966. Da institutionen blev opført hørte den under Statens Åndssvageforsorg. Fra 1980 - 2007 var Københavns Amt driftherre for institutionen på Bank-Mikkelsens Vej i Vangede. Fra 2007 hvor amterne blev nedlagt, blev Gentofte Kommune driftherre. Da Børnehospitalet i Vangede blev opført blev institutionen forbundet med en vejforbindelse til den nærliggende institution Lillemosegård i Gladsaxe Kommune. Lillemosegård blev oprettet i 1885.

## I dag
I erindringsbogen Vangede Billeder skildrer Dan Turèll sin opvækst i et middelklasse-arbejdermiljø, som står i stærk modsætning til Gentofte "på den anden side af Lyngbyvejen", der skildres som rige villakvarterer. Selvom det skel ikke længere er så udtalt grundet sammenvoksningen med de omkringliggende bydele i Gladsaxe og Københavns Kommune, står Vangede stadig i stærk kontrast til "dem på den rigtige side af motorvejen", hvilket i 2007 stadig kan læses tydeligt i Vangedes demografi.
Vangede fik den 19. marts 2007 en plads opkaldt efter Dan Turéll: Dan Turèlls Plads. Der blev i 2011 på pladsen opsat en bogstavsskulptur udformet af Kenn André Stilling til minde om forfatteren.
Vangede har aldrig haft et selvstændigt postnummer, men har været en del af postnummeret 2820 Gentofte.

## Kirke
Vangede hørte oprindeligt ind under Gentofte Kirke, der lå på den anden side af søen. I 1918 købte det lokale menighedsråd imidlertid en ældre villa på den daværende Vangedevej nr. 7, hvor der blev indrettet et kirkerum i stuen og en præstebolig på første sal. Samtidig blev der knyttet en præst til sognet, der fortrinsvist skulle varetage Vangedes menighed. I 1925 købte menigheden den nedlagte Vangede skoles tomme bygninger og i 1926 kunne den første "rigtige" Vangede kirke åbne. Menigheden var dog fortsat en del af Gentofte sogn og kirken var derfor annekskirke til Gentofte kirke. Først i 1931 opnåedes et selvstændigt Vangede sogn.
Udbygningen af området i 1930-erne og senere medførte imidlertid en betydelig vækst i befolkningsunderlaget, hvorfor den gamle kirke blev for lille. Det blev derfor besluttet at opføre en ny kirke i Vangede. Den nye kirke er fra 1974 og er tegnet af arkitekt Johan Otto von Spreckelsen.

## Befolkning
Indbyggertal ifølge folketællingerne:
| År   | Indbyggere |
| ---- | ---------- |
| 1950 | 12.791     |
| 1955 | 13.734     |
| 1960 | 13.818     |
| 1965 | 12.809     |
| 1970 | 11.780     |
| 1976 | 10.350     |
| 1981 | 9.830      |

## Galleri
- Krydset Nybrovej/Brogårdsvej/Vangedevej om aftenen.
- Panorama over Nymose Huse, hvor Dan Turèll voksede op.